# Широкий (Щастинський район)
Широкий — селище в Україні, адміністративний центр Широківської селищної громади Щастинського району Луганської області. Населення становить 1833 осіб.
Уродженцем селища є Матвієвський Іван Володимирович — солдат Збройних сил України, учасник російсько-української війни 2014—2017.

## Населення
За даними перепису 2001 року населення села становило 1833 особи, з них 19,91 % зазначили рідною мову українську, 79,87 % — російську, а 0,22 % — іншу.